# トレホン・デ・アルドス
トレホン・デ・アルドス（Torrejón de Ardoz）は、スペイン・マドリード州のムニシピオ（基礎自治体）。

## 由来
トレホンの名は中世から存在していた。そこには、貴族に仕える従騎士たち（イベリア半島北部出身のキリスト教徒）が暮らし、監視塔があった。アルドスとは市内を横断していた小さな川の名称である（現在は暗渠化されている）。

## 歴史

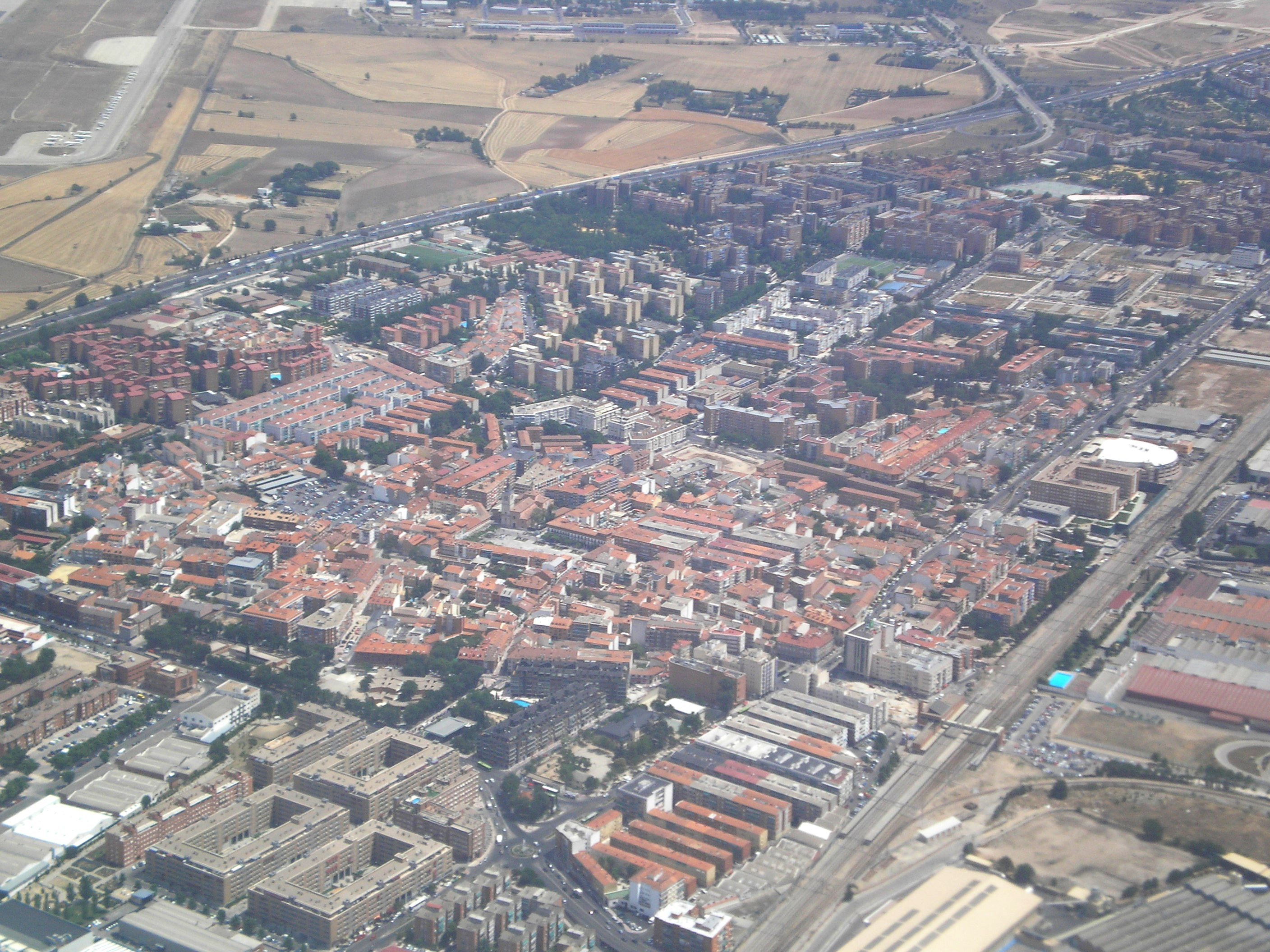
空から見た中心部

11世紀にアルドベア城が築かれると、トレホン・デ・アルドス村が生まれた。アルフォンソ7世時代の1118年、カスティーリャ王国はアルカラ・デ・エナーレスやその周辺の土地を再征服した。この征服地には境界にあるトレホンの建物も含まれていた。
1554年まで、アルカラを中心とする行政区の一部であった。その後独立した自治体となり、スペイン首座大司教であるトレド大司教の支配を受けた。
トレホンの村を購入しようとする者が数名現れた後、1575年にフェリペ2世が王領にトレホン・デ・アルドスを加えた。
1906年、挙式後のパレード中であった国王アルフォンソ13世と王妃ビクトリア・エウヘニアの馬車に爆弾を投げつけたアナーキスト、マテオ・モラルは、トレホン・デ・アルドスへ逃亡し地元の居酒屋で食事をとっているところを地元住民に見つかり通報された。彼はおとなしく逮捕されたが、トレホン・デ・アルドスの兵舎へ連行され、そこで銃で自殺した。
20世紀まで、村は本質的に農業と酪農で成り立っていた。それから40年後、軍事基地が置かれ、中心部に国立航空宇宙技術研究所（スペイン国防省傘下）の実験施設が置かれたことで、大きな国家設備が導入された。1955年からはフランコとアメリカ合衆国の合意の下で、アメリカ空軍がトレホン・デ・アルドス空軍基地に駐留するようになった。1992年にアメリカ空軍は撤退し、スペイン国防省が完全に管理下において軍施設は病院、ホテルやゴルフ施設に転用された。

## 人口
| トレホン・デ・アルドスの人口推移 1900－2010             |
|                                                         |
| 出典:INE（スペイン国立統計局）1900年 - 1991年、1996年 - |

## 交通
- 空港 - アドルフォ・スアレス・マドリード＝バラハス空港。マドリード＝トレホン空港は空軍基地敷地内にあり、商業と軍事両方で使用されている。
- 道路 - A2（ノルデステ高速道）、M45（マドリード州バイパス道）、M50（マドリード州循環道路）。
- 鉄道 - セルカニアス マドリードC2線、C7線、トレホン・デ・アルドス駅

## 出身者
- 政治家
  - グレン・トーマス・ジェイコブズ(1967-) : テネシー州ノックス郡郡長、プロレスラー（米空軍基地生まれ）
- スポーツ選手
  - アントニオ・グスマン(1953-) : サッカー選手。元スペイン代表。
  - グティ(1976-) : サッカー選手。元スペイン代表。

## 姉妹都市
- ボイェロス、キューバ
- コンデガ、ニカラグア
- ビル・ガンドゥズ、西サハラ